# Метаботропные глутаматные рецепторы
Метаботропные глутаматные рецепторы (mGluR), в отличие от «быстродействующих» ионотропных, обеспечивают медленную реакцию на глутаматергические сигналы. У человека известно восемь mGluR. Структурно mGluR входят в C-класс G-белок-сопряжённых рецепторов.
MGluR выполняют множество функций в центральной и периферической нервных системах. Они участвуют в процессах памяти, обучения, ощущении тревоги, восприятии боли. Рецепторы содержатся на мембранах как пре-, так и постсинаптических нейронов гиппокампа, мозжечка и коры мозга, а также в других областях.
Метаботропные рецепторы активируют внутриклеточные сигнальные каскады, ведущие к модификации других белков, например, ионных каналов. Это в итоге может изменять возбудимость синапса, например, через ингибирование нейротрансмиссии либо модулирование или даже индукцию постсинаптических реакций.

## Классификация
| Семейство  | Рецепторы | Ген  | Механизм                 | Функция                                                                                       | Агонисты и активаторы                   | Антагонисты  | Синаптический сайт      |
| ---------- | --------- | ---- | ------------------------ | --------------------------------------------------------------------------------------------- | --------------------------------------- | ------------ | ----------------------- |
| Группа I   | mGluR1    | GRM1 | Gq, ↑Na+, ↑K+, ↓глутамат | - Повышает активность NMDA-рецептора и риск эксайтотоксичности                                | - 3,5-dihydroxyphenylglycine            |              | преим. постсинаптически |
| Группа I   | mGluR5    | GRM5 | Gq, ↑Na+, ↑K+, ↓глутамат | - Повышает активность NMDA-рецептора и риск эксайтотоксичности                                | - 3,5-dihydroxyphenylglycine            |              | преим. постсинаптически |
| Группа II  | mGluR2    | GRM2 | Gi/G0                    | - Снижает активность NMDA-рецептора и риск эксайтотоксичности - Возможная терапия шизофрении. | - эглумегад - Бифенилинданон А - DCG-IV | - LY-341,495 | преим. пресинаптически  |
| Группа II  | mGluR3    | GRM3 | Gi/G0                    | - Снижает активность NMDA-рецептора и риск эксайтотоксичности - Возможная терапия шизофрении. | - эглумегад - Бифенилинданон А - DCG-IV | - LY-341,495 | преим. пресинаптически  |
| Группа III | mGluR4    | GRM4 | Gi/G0                    | - Снижает активность NMDA-рецептора и риск эксайтотоксичности                                 | - L-AP4                                 |              | преим. пресинаптически  |
| Группа III | mGluR6    | GRM6 | Gi/G0                    | - Снижает активность NMDA-рецептора и риск эксайтотоксичности                                 | - L-AP4                                 |              | преим. пресинаптически  |
| Группа III | mGluR7    | GRM7 | Gi/G0                    | - Снижает активность NMDA-рецептора и риск эксайтотоксичности                                 | - L-AP4                                 |              | преим. пресинаптически  |
| Группа III | mGluR8    | GRM8 | Gi/G0                    | - Снижает активность NMDA-рецептора и риск эксайтотоксичности                                 | - L-AP4                                 |              | преим. пресинаптически  |